# Lentetuin, de pastorietuin te Nuenen in het voorjaar
Lentetuin, de pastorietuin te Nuenen in het voorjaar is een schilderij van de Nederlandse kunstschilder Vincent van Gogh, 25 bij 57 centimeter groot. Het werd geschilderd in de lente van 1884 te Nuenen en toont de tuin van de pastorie waar zijn vader de pastor was.
Voorafgaand maakte Van Gogh enkele tekeningen van dezelfde tuin. Ook maakte hij in 1885 een schilderij van de tuin met sneeuw. Van Gogh schreef over de tuin in een brief aan Anthon van Rappard gedateerd op 8 maart 1884:

Ben ook zoekende naar de kleur van den wintertuin. Doch die is reeds een lente tuin - nu. En is iets heel anders geworden.

Het kunstwerk werd op 30 maart 2020 gestolen uit het Singer Museum te Laren. Het was het enige werk dat bij de kunstroof gestolen werd. Het museum had het werk in bruikleen van het Groninger Museum. Het doek werd door kunstdetective Arthur Brand opgespoord en op 11 september 2023 aan hem overhandigd. Het werk was sinds 1962 eigendom van de gemeente Groningen. De nieuwe eigenaar is de verzekeringsmaatschappij die het tegen diefstal verzekerd had. Zij werd formeel eigenaar nadat na de diefstal de waarde werd uitbetaald.